# Highschool of the Dead
Highschool of the Dead (学園黙示録 Gakuen Mokushiroku?, lit. Escuela preparatoria de los muertos), también conocida como Apocalipsis en el instituto en España y Preparatoria de los muertos en Hispanoamérica, es una serie de manga escrita por Daisuke Satō e ilustrada por el hermano de este, Shōji Satō. La serie sigue a un grupo de estudiantes de Bachillerato de Japón atrapados en medio de un apocalipsis zombi.
Fue publicada en Monthly Dragon Age de la editora Fujimi Shobo desde septiembre de 2006 hasta mayo de 2013. El manga estuvo en pausa entre el final de 2008 y marzo de 2010, y entre mayo y julio de 2010. Una adaptación a anime producida por Madhouse salió al aire en Japón el 5 de julio de 2010 por el canal de televisión por cable AT-X y tuvo doce episodios. El 27 de abril de 2011 salió un OVA con el volumen N.º 7 del manga, de tirada limitada titulada Drifters of the Dead, publicada en España como Náufragos de los muertos.
El manga se encuentra inconcluso debido al fallecimiento de Daisuke Satō el 22 de marzo de 2017. Shōji Satō se ha negado a continuar la historia, porque solo se encargó de las ilustraciones y esta obra le genera un gran sentimiento de tristeza.

## Argumento
El mundo ha sido diezmado por una pandemia desconocida que transforma a las personas en zombis necrófagos a través de las mordidas. La historia sigue a Takashi Komuro, un estudiante del Instituto Fujimi que sobrevivió al brote inicial junto a algunos estudiantes de su escuela, con quienes luego entabla amistad y juntos intentarán mantenerse con vida, primero mientras escapan del colegio y posteriormente al viajar por la ciudad en busca de armas y una ruta que los reúna con sus familias y posteriormente los lleve a un lugar seguro.
Este viaje no será fácil, ya que los muchachos deberán madurar aprendiendo a combatir y trabajar como equipo, lidiando con la muerte y protegiéndose no solo de los muertos vivientes, sino también de muchos de las personas sobrevivientes, que bajo la presión de esta catástrofe comenzarán a mostrar lo peor de su naturaleza.

## Personajes
Takashi Komuro (小室 孝 Komuro Takashi?)
Seiyū: Jun'ichi Suwabe, Hitomi Harada (joven)
Es el protagonista de la serie. De 17 años, se encontraba cursando segundo año antes del desastre. Es probablemente el primero del grupo en percatarse de los zombis, por lo que intentó alertar a Rei y a su mejor amigo Hisashi para que escaparan del colegio antes que se expandiera la infección, sin embargo, esta se rehusó a creer tal cosa hasta que lo vio con sus propios ojos. Tiene un carácter bastante amable y servicial con sus amigos, pero en presencia de gente que desee dañar a sus seres queridos se vuelve bastante agresivo; su arma principal al principio de la serie es un bate de béisbol. Siente algo muy fuerte por Rei, desde antes que comenzara la historia.
Rei Miyamoto (宮本 麗 Miyamoto Rei?)
Seiyū: Marina Inoue
Amiga de la infancia de Takashi, se encuentra repitiendo curso injustamente por culpa de un conflicto con el profesor Shido. Le prometió a Takashi que una vez que crecieran se casarían; promesa que no cumplió, debido al desinterés que Takashi mostró hacia ella en la etapa previa a la historia hasta que decidió olvidarlo y empezó a salir con Hisashi, uno de los mejores amigos de Takashi y su compañero de clase; tras esto su aprecio por Takashi disminuyó casi hasta el desprecio, pero tras la muerte de Hisashi y el comienzo de su viaje redescubre sus sentimientos por él.
Saeko Busujima (毒島 冴子 Busujima Saeko?)
Seiyū: Miyuki Sawashiro
Líder del club de kendō de su escuela y última campeona nacional de la misma disciplina, cursaba tercero antes de los eventos principales. De apariencia seria y callada, protege a sus compañeros en múltiples ocasiones (mención especial al caso de Shizuka, la enfermera, pues no habría logrado escapar del instituto si no hubiese sido por ella); y aun así, el hecho de luchar y ver sangre le provoca un intenso placer que, como bien ella admite y a diferencia de Takashi y Kōta, proviene de años antes de la historia principal. Tiene un carácter muy maduro, pero a veces se comporta de manera muy atrevida, casi siempre es la chica del grupo que viste las vestimentas más provocativas y seductoras, también es la única del grupo que desde el primer momento no muestra escrúpulos para asesinar.
Saya Takagi (高城 沙耶 Takagi Saya?)
Seiyū: Eri Kitamura
Amiga de la infancia de Takashi, cursa segundo en el mismo instituto que el resto. Debido al éxito de sus padres en sus respectivos empleos, se siente obligada a ser la estudiante "perfecta" para satisfacerlos, y de ahí su carácter orgulloso y presumido. Presenta frecuentes cambios de humor en presencia de Kōta o de Takashi siendo un personaje tsundere. Se puede ver en el anime que en el capítulo 1 cuando está escapando del Bachillerato junto a Kōta, está quejándose por no haber ido con Takashi cuando tuvo la oportunidad, ya que está enamorada de él desde el jardín de niños. Al final empieza a sentir aprecio por Kōta.
Kōta Hirano (平野 コータ Hirano Kōta?)
Seiyū: Nobuyuki Hiyama
Segundo y último miembro masculino del equipo, asiste a la misma clase de Saya. De aspecto obeso, burlesco y sin tener éxito académico, deportivo, ni social, teniendo la personalidad de un otaku. Es cobarde e ingenuo al principio, más adelante, demuestra ser de gran utilidad debido a que le apasionan las armas de fuego (y las maneja con gran maestría), a tal extremo que su personalidad cambia radicalmente llegando a poner la cara de un psicópata (ejem: episodio 2). Al parecer siente algo por Saya. Está basado en Kōta Hirano, autor del manga Hellsing.
Shizuka Marikawa (鞠川 静香 Marikawa Shizuka?)
Seiyū: Yukari Fukui
La enfermera de la escuela. Presenta un cuerpo exuberante y (en la mayoría de los casos) una actitud despreocupada e infantil. Claramente tiene edad suficiente para conducir, hecho que permite al grupo escapar en autobús del instituto e incluso utiliza un Humvee.
Alice Maresato (希里 アリス Maresato Arisu?)
Seiyū: Ayana Taketatsu
Ella es la más joven del grupo. Su padre fue asesinado frente de sus propios ojos por unas personas que lo apuñalaron por pedirles ayuda. Fue salvada gracias a Kōta y Takashi (aunque las mujeres del grupo también ayudan después a su rescate). Ella no hace grandes cosas en el grupo al principio, después se vuelve de utilidad para Kohta ya que ella se encarga de repartir municiones mientras combaten. También va siempre acompañada de "Zeke", un pequeño perro que adoptaron cuando la rescataron. Siente mucho afecto por Kōta y Takashi, al cual llama a este último como "Onii-chan" (que significa "Hermano mayor"), aunque también tiene buena relación con las chicas del grupo.

## Media

### Manga
La serialización comenzó en 20 de julio de 2006 en la revista mensual de manga shōnen Dragon Age de la compañía Fujimi Shobo. El primer tankōbon fue publicado por Kadokawa Shoten el 1 de marzo de 2007, con un total de siete volúmenes vendidos el 25 de abril de 2011 bajo su sello Dragón Jr. La serie quedó en receso desde finales de 2008 hasta marzo de 2010, con otro breve descanso entre mayo y julio de 2010. A partir de 2010 solo se ha publicado un capítulo, en 2013.
Una versión a todo color de H.O.T.D. llamada Highschool of the Dead: Full-Color Edition (学園黙示録 Preparatoria de los muertos: edición a todo color?) comenzó a salir en febrero de 2011 en la revista mensual Dragon Age. Los dos primeros volúmenes fueron publicados por Kadokawa Shoten el 25 de febrero de 2011, y los volúmenes 3 y 4 los precedieron el 25 de marzo de 2011.
El manga ha sido licenciado para el lanzamiento internacional en varios idiomas y regiones. Se publica en España por Editores de Tebeos, (ISBN: 978-84-8357-567-3), en Argentina por IVREA, en Alemania por Carlsen, en Brasil, México y Colombia por Panini Comics, en Francia y Canadá (versión en francés) por Pika, en Polonia por Waneko, y en Taiwán por Kadokawa Media. El primer volumen fue lanzado en mayo de 2008 en España, en marzo de 2010 en Alemania, en abril de 2010 en Brasil, en junio de 2011 en Polonia, en marzo de 2014 en México y en septiembre de 2018 en Colombia.
El 22 de marzo de 2017 Daisuke Satô fallece a causa de cardiopatía isquémica, dejando a la serie actualmente sin guionista e inconclusa.

### Anime
Una adaptación en anime dirigida por Tetsuro Araki y producida por MadHouse salió al aire en Japón el 5 de julio de 2010 en la televisora por cable AT-X con un total de 12 episodios; luego retransmitidos por TV Kanagawa, Tokyo MX, Chiba TV, KBS Kyoto, TV Aichi, TV Saitama, y Sun TV. Seis volúmenes de DVD y Blu-ray fueron lanzados por Geneon Universal Entertainment entre el 22 de septiembre de 2010 y el 23 de febrero de 2011.

#### Episodios del anime
Títulos para España según lo indicado por Selecta Vision.
| #  | Título                                                                                     | Fecha de emisión         |
| 1  | «Spring of the DEAD» España: «La primavera de los muertos»                                 | 5 de julio de 2010       |
| 2  | «Escape from the DEAD» España: «Escapando de entre los muertos»                            | 12 de julio de 2010      |
| 3  | «Democracy under the DEAD» España: «Democracia bajo los muertos»                           | 19 de julio de 2010      |
| 4  | «Running in the DEAD» España: «Corriendo entre los muertos»                                | 26 de julio de 2010      |
| 5  | «Streets of the DEAD» España: «Las calles de los muertos»                                  | 2 de agosto de 2010      |
| 6  | «In the DEAD of the Night» España: «En el silencio muerto de la noche»                     | 9 de agosto de 2010      |
| 7  | «Dead Night and the Dead Ruck» España: «La noche de los muertos y la horda de los muertos» | 16 de agosto de 2010     |
| 8  | «The DEAD Way Home» España: «El camino muerto a casa»                                      | 23 de agosto de 2010     |
| 9  | «The Sword and DEAD» España: «La espada y los muertos»                                     | 30 de agosto de 2010     |
| 10 | «The DEAD's House Rules» España: «Las reglas de la casa de los muertos»                    | 6 de septiembre de 2010  |
| 11 | «DEAD Storm Rising» España: «La tormenta de los muertos»                                   | 13 de septiembre de 2010 |
| 12 | «All DEAD's Attack» España: «El ataque de todos los muertos»                               | 20 de septiembre de 2010 |

#### Doblaje
| Personaje        | Voz original       | Actor de doblaje   |
| ---------------- | ------------------ | ------------------ |
| Takashi Komuro   | Junichi Suwabe     | Darío Torrent      |
| Rei Miyamoto     | Marina Inoue       | Eva Bau            |
| Saya Takagi      | Eri Kitamura       | Caridad Monrós     |
| Kohta Hirano     | Nobuyuki Hiyama    | Enric Puig         |
| Saeko Busujima   | Miyuki Sawashiro   | Silvia Cabrera     |
| Shizuka Marikawa | Yukuri Fukui       | Rosa López         |
| Koichi Shido     | Kishô Taniyama     | Gabriel Pareja     |
| Hisashi Igo      | Mamoru Miyano      | Jorge Tejedor      |
| Tadashi Miyamoto | Jin Urayama        | Francesc Fenollosa |
| Tejima           | Takeshi Maeda      | José García Tos    |
| Tajima           | Daisuke Hirakawa   | José García Tos    |
| Kyoko Hayashi    | Youko Honna        | Marta Aparicio     |
| Rika Minami      | Junko Takeuchi     | Marta Aparicio     |
| Yuriko Takagi    | Yoshiko Sakakibara | Marta Aparicio     |
| Alice Maresato   | Ayana Taketatsu    | Nina Romero        |
| Padre de Alice   | Kenji Nojima       | Martí Pich         |
| Takuzo           | Nobuhiko Okamoto   | Benja Figueres     |
| Yamada           | Daishi Koshiba     | Benja Figueres     |
| Kazu Ishii       | Shinya Hamazoe     | Benja Figueres     |
| Shoichiro Takagi | Jôji Nakata        | Felip Bau          |

### OVA
Highschool of the Dead: Drifters of the Dead es el nombre de la OVA lanzada el 26 de abril de 2011 en Blu-ray. En España, licenciada por Selecta Visión, se estrenó en DVD a finales del año 2012 con el título de "Náufragos de los muertos".
La obra comienza con una pequeña introducción de todo lo ocurrido en la primera temporada, luego se ve a los protagonistas contemplando una isla aparentemente desierta mientras se preguntan por qué han acabado allí, entonces Hirano da una explicación muy breve sobre como llegaron ahí. El día transcurre tranquilamente, con las chicas divirtiéndose en la playa y los chicos buscando provisiones: pero, al caer la noche la fogata que encendieron con hojas de hortensias les hace tener alucinaciones eróticas. Después que el efecto de las hortensias desaparezca encuentran a Takashi, afectado, siendo atacado por unas zombis. Comprenden que la isla no es el oasis que tanto anhelaban así que se marchan de ahí a través de un túnel que conecta la costa con la isla.